# جوليس لورنس
جوليس لورنس (بالفرنسية: Jules Laurens)‏ هو رسام فرنسي، ولد في 25 يوليو 1825 في كاربينتراس في فرنسا، وتوفي في 5 مايو 1901 في Saint-Didier, Vaucluse ‏ في فرنسا.

## معرض صور

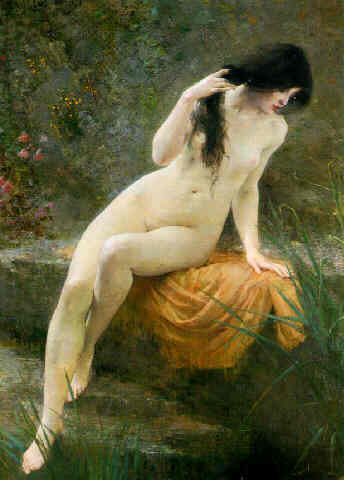
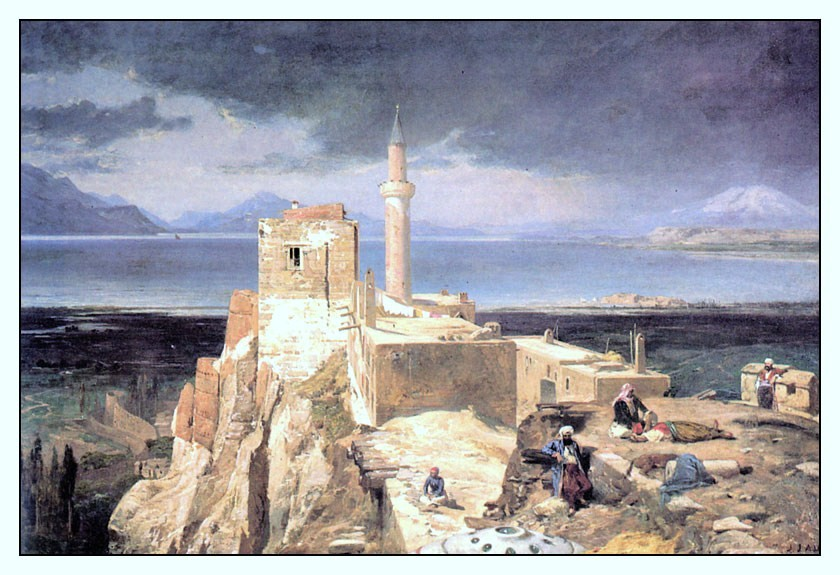
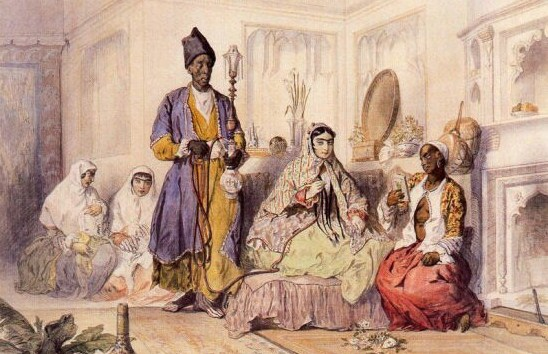